# Evangelisch-reformierte Kirche Basel-Stadt
Die Evangelisch-reformierte Kirche Basel-Stadt ist die reformierte Kirche im Kanton Basel-Stadt. Sie ist Mitglied der Evangelisch-reformierten Kirche Schweiz und der Konferenz der Kirchen am Rhein. Sie hat rund 31'000 Mitglieder.

## Geschichte
Die Kirche entstand mit der Reformation in Basel im Jahre 1529, die stark vom Basler Reformator Johannes Oekolampad geprägt wurde. Bis 1911 war sie Staatskirche und wurde dann als öffentlich-rechtliche Körperschaft mit eigener Steuerhoheit vom Staat unabhängig.
→ siehe auch Reformation und Gegenreformation in der Schweiz

## Struktur

### Kantonalkirche

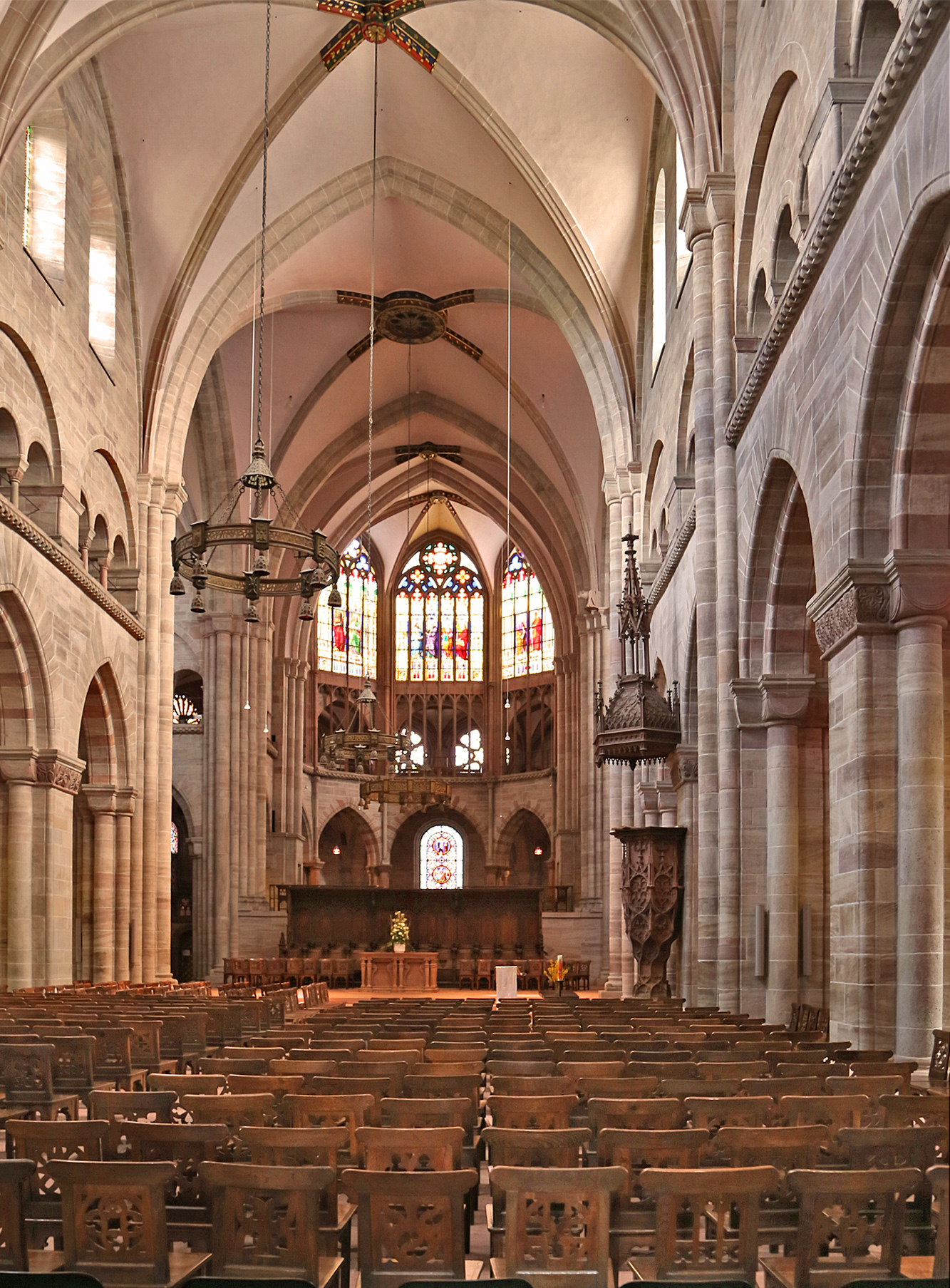
Basler Münster, ursprünglich katholische Kathedrale, seit 1529 evangelisch-reformierte Kirche

#### Synode
Die Synode (Kirchenparlament) ist das legislative Organ der Kantonalkirche. Sie hat 80 Mitglieder (Synodale), die von den stimmberechtigten Mitgliedern der Kirche für jeweils vier Jahre gewählt werden.

#### Kirchenrat
Der Kirchenrat ist das exekutive Organ der Kantonalkirche. Er führt die Geschäfte und ist für den Vollzug der Beschlüsse verantwortlich. Dem Kirchenrat unterstehen die Kirchenverwaltung und die kantonalkirchlichen Dienste.
Der Kirchenrat hat neun Mitglieder, die von der Synode für vier Jahre gewählt werden. Nicht mehr als vier Mitglieder dürfen ordinierte Theologen sein. Der Kirchenrat wird seit dem 1. September 2004 von Lukas Kundert präsidiert.

#### Pfarr- und Diakoniekapitel
Die Kirchenverfassung der Kantonalkirche gibt den offiziellen Versammlungen zweier Berufsgruppen eine besondere Stellung:
- die in Kirchgemeinden und kantonalkirchlichen Ämtern und Diensten im Amt stehenden Pfarrerinnen und Pfarrer bilden das Pfarrkapitel. Es berät die Synode, den Kirchenrat, die Kirchenvorstände und andere kirchliche Behörden in Fragen der Theologie, des pastoralen Amts und des Gottesdienstes.[2]
- die diakonischen Mitarbeiter bilden das Diakoniekapitel. Es berät die Synode, den Kirchenrat und die Kirchenvorstände in Fragen der Diakonie, des diakonischen Amts mit Einschluss der Weiterbildung, sozialer Projekte sowie des Gemeindeaufbaus.[2]

### Kirchgemeinden
Die Baselstädter Kirche besteht aus sieben Kirchgemeinden (Münstergemeinde, Gundeldingen-Bruderholz, Basel West, Thomas, Kleinbasel, Riehen-Bettingen, Église française réformée und Chiesa evangelica italiana). Die Kirchgemeinden sind territorial organisiert, das heisst, der Wohnort entscheidet über die Zugehörigkeit zur jeweiligen Kirchgemeinde. Seit 1997 sind jedoch Ausnahmen von diesem Prinzip möglich. Das Exekutivorgan der Kirchgemeinden ist der jeweilige Kirchenvorstand.